# Rondocarton
Rondocarton Cluj este o companie din România, parte a grupului austriac Rondo Ganahl.
Rondocarton deține în România două fabrici de carton ondulat, prima unitate inaugurată fiind cea din localitatea Apahida, județul Cluj, a cărei capacitate de producție este de 30.000 de tone de carton ondulat anual.
În 2008, Rondocarton a deschis cea de-a doua fabrică de carton ondulat, în Târgoviște, însă producția propriu-zisă a fost demarată abia în luna ianuarie a anului 2009.
Rondocarton s-a înființat în anul 1999.
În anul 2008, Rondocarton deținea o cotă de piață estimată la 18%.
În anul 2009, fabrica de la Cluj avea 162 de angajați iar cea de la Tâgoviște avea 60 de persoane.
Principalii competitori ai firmei din Cluj sunt Romcarton București, Dunapack, Ecopack Ghimbav, Vrancart Adjud.
Cifra de afaceri în 2009: 35 milioane euro